# مجزرة عقرب
مجزرة عقرب هي حدث متنازع عليه في الفترة من 10 إلى 11 ديسمبر 2012، أثناء الحرب الأهلية السورية، في القطاع العلوي من بلدة عقرب المختلطة بمحافظة حماة، سوريا. ادعى المرصد السوري لحقوق الإنسان أن 125 شخص قتلوا أو جرحوا في تلك الأحداث، بينما وفقا لنشطاء آخرين فإن عدد القتلى يصل إلى 30. وقال ناشطون إنهم يستطيعون تأكيد وفاة 10 أشخاص.

## خلفية
بدأت انتفاضة في عام 2011 في سوريا ضد الحكومة. وثمة أحداث متعددة تشمل الحصار العسكري وتشكيل الجيش السوري الحر، حولت الأحداث إلى حرب أهلية. وبما أن التركيبة الإثنية والدينية كانت مختلطة، فقد تلقى الجانبان الدعم من مختلف الفصائل. ولدى الحزب الحاكم العديد من القادة السياسيين الذين ينتمون إلى الأقلية العلوية في سوريا، ولكن أيا من الطرفين لم يطلق العنان للطائفية بوصفها سببا رئيسيا للنزاع.

## الهجمات بالقنابل
المرصد السوري لحقوق الإنسان الذي يوجد مقره في المملكة المتحدة: قال إن هجمات متعددة قتلت أو جرحت 125 مدنيا، معظمهم من العلويين، في عقرب.
ألقى المرصد السوري باللائمة على قوات موالية للأسد لارتكابها المجزرة، وذلك بالاستناد إلى شهادة علويون احتجزهم الجيش السوري الحر. مع ذلك، أبلغ أليكس تومسون، وهو أول صحفي غربي يصل إلى عقرب، أن شهود لم يحتجزهم الجيش السوري الحر ألقوا اللوم على الإسلاميين الأجانب ومقاتلي الجيش السوري الحر من الحولة والرستن.
وقد نسب أحد المقيمين العلويين، من بلدة مصياف القريبة، الهجوم إلى المتمردين بقوله إنهم لا يعتقدون أن هناك مجزرة، ولكنهم يعتقدون أن المتمردين يحتجزون عددا من الرهائن. حسب قوله، بدأت الاشتباكات عندما قصف المتمردون نقطة تفتيش تابعة لميليشيا الشبيحة في البلدة. على النقيض من ذلك، زعم أحد المتمردين أن الجيش السوري قصف منزلا كان يختبئ فيه ما بين 200 و500 من العلويين.
في اليوم التالي، كانت أعداد القتلى ما زالت متفاوتة، ولكن العديد من الناشطين قالوا إنهم يستطيعون تأكيد وفاة 10 أشخاص. وذكر رامي عبد الرحمن، مدير عام المرصد السوري، أنه «لا يمكننا أن نعرف ما إذا كان المتمردون وراء هذا الهجوم، ولكنهم إذا كانوا، سيكون هذا الهجوم أكبر هجوم انتقامي ضد العلويين». كما أبلغ النشطاء إلى وكالة رويترز أن الجرحى من الأطفال العلويين جاءوا إلى مستشفى ميداني تابع للمعارضة في الحولة منطقة المتمردين السنة.
في 14 ديسمبر، قام أليكس تومسون من قناة الأخبار الرابعة البريطانية بملء تقرير بعد أن تمكن من السفر إلى مشارف عقرب. أجرى مقابلة مع ثلاثة أشخاص ادعوا أنهم فروا من القرية إلى الأراضي التي تسيطر عليها الحكومة، دون حضور أي من المراقبين الحكوميين. ألقى جميعهم ثلاثة باللائمة على المتمردين، لا الميليشيا العلوية الموالية للحكومة، لقتل العلويين في قريتهم. كما أشار التقرير إلى أنه لم تحدث أية مذبحة على الإطلاق وأن تومسون أشار إلى أن المحادثات التي دارت مع اثني عشر علويا آخر والذين كانوا قد فروا من عقرب زادوا من دعمهم للشهود الثلاثة. ووفقا لهم، كان مئات المدنيين محصورين في مبنى واحد، محاصره المتمردون، لمدة أكثر من أسبوع. وقالوا «إن المتمردين أرادوا أن يأخذوا النساء والأطفال إلى الحولة لاستخدامهم كدروع بشرية ضد القصف من القوات الحكومية، وأعربوا عن اعتقادهم بأنهم سيقتلون الرجال المتبقين». بالرغم من أن المفاوضات إلى تحرير جميع السكان في المبنى باءت بالفشل، فقد تم إطلاق سراح عدد من الأشخاص قبل قتل بعضهم ونقل آخرين إلى الحولة.